# Manicure (песня)
Manicure (стилизованное написание — MANiCURE) ([ˈmænɪkjʊr] — англ. маникюр (досл.), лечение мужчиной (по смыслу)) — песня американской певицы и автора песен Леди Гаги с её третьего студийного альбома Artpop, выпущенная 11 ноября 2013 года на лейблах Interscope и Streamline. Трек был спродюсирован самой Гагой и Полом «DJ White Shadow» Блэром, а Дино Зисис и Ник Монсон выступили в качестве сопродюсеров. Все четверо также являются авторами песни. Впервые Гага выступила с песней 1 сентября 2013 года в рамках iTunes Festival. Фрагмент с репетиции «Manicure» стал доступен на личном канале исполнительницы на видеохостинге YouTube 29 августа того же года.
Песня «Manicure» получила преимущественно положительные отзывы от критиков в частности за её жизнерадостную энергетику и сходство с ранним хитом Леди Гаги «Poker Face» (2008), а также за приставучий припев и фанковое звучание гитары в бридже.
Первоначально предполагалось, что Леди Гага выпустит «Manicure» в качестве второго сингла с альбома после «Applause», но вскоре решение было изменено в пользу песни «Venus». В итоге 21 октября 2013 года певица выпустила песню «Do What U Want» в качестве второго сингла с альбома Artpop.

### Двузначный перевод названия
Поясняя значение композиций альбома Artpop на американской радиостанции
SiriusXM, Леди Гага рассказала об особенности оригинального написания названия песни «Manicure», которая придаёт ему двузначность перевода:

[…] Название этой песни написано двумя различными способами. Оно пишется по буквам так: сначала идут заглавные буквы 'M', 'A', 'N', затем строчная 'i' и снова заглавные 'C', 'U', 'R', 'E'. Само название может одновременно обозначать 'Лечение мужчиной' и 'Маникюр'.
Оригинальный текст (англ.)[...] This song is actually written in a couple of different ways, but it's written on the album as 'MANiCURE' — capital 'M', 'A', 'N', lowercase 'i', capital 'C', 'U', 'R', 'E', so it's either 'MANiCURE' — 'Man I Cure', or 'Manicure'.
— Леди Гага

## Комментарии
1. ↑  Дата выхода песни совпадает с датой выхода альбома, и в разных странах она отличается: так, например, в Японии песня вышла 6 ноября 2013 года, а в Германии — 8 ноября (см. Artpop). В данной статье указана дата выхода в США — 11 ноября 2013 года.